# Paracorynanthe
Paracorynanthe é um género botânico pertencente à família Rubiaceae.

## Espécies
- Paracorynanthe antankarana
- Paracorynanthe uropetala